# Бертольд, Йоханнес
Йоханнес Бертольд (нем. Johannes Berthold) — немецкий вокалист, автор песен, основатель дарквейв-готик-метал проекта Illuminate.
Изучал музыку в университете, получил образование по классу вокала и фортепиано. С 1988 по 1992 год играл в хэви-панк группе. В начале восьмидесятых попал под влияние немецкого дарквейва. В 1992—1993 годах создал первые наброски песен, в дальнейшем опубликованных под общим названием Illuminate. В 2002 году под своим именем выпустил сольный альбом Narrentum.

## Дискография

### Johannes Berthold
- 2002 — Narrentum